# 健翔桥
39°59′16″N 116°22′43″E / 39.9878227°N 116.3786788°E
健翔桥位于北京市朝阳区和海淀区交界处，是北四环中路（东西向）和京藏高速公路（南北向）交汇处的一座立交桥。该桥由一座南北向桥和八条匝道组成，桥长112米，宽55.0米。于1989年建成，2002年增建四条匝道和一些辅路。